# Afrocorynus turbatus
Afrocorynus turbatus is een keversoort uit de familie Belidae. De wetenschappelijke naam van de soort is voor het eerst geldig gepubliceerd in 1955 door Marshall.